# 奧爾德福特鎮區 (北卡羅萊納州麥克道威縣)
奧爾德福特鎮區（英語：Old Fort Township）是位於美國北卡羅萊納州麥克道威縣的一個鎮區。

## 地方資料
奧爾德福特鎮區的面積為192.43平方千米，皆為陸地。根據2020年美國人口普查的數據，當地共有人口3907人，而人口密度為每平方千米20.3人。